# Save Cup 2013
La Save Cup 2013 è stata la 11ª e ultima edizione del torneo Save Cup di tennis riservato alle donne e facente parte della categoria ITF Women's Circuit nell'ambito dell'ITF Women's Circuit 2013. Il torneo si è giocato a Mestre in Italia dal 2 all'8 settembre 2013 su campi in terra rossa e aveva un montepremi di $50,000.
L'anno successivo la Save Cup è stata sostituita dalla Venice Challenge Save Cup, torneo professionistico di tennis riservato agli uomini facente parte dell'ATP Challenger Tour, la cui prima edizione ha preso il nome XII Venice Challenge Save Cup.

## Partecipanti

### Teste di serie
| Nazionalità   | Giocatrice              | Ranking* | Testa di serie |
| ------------- | ----------------------- | -------- | -------------- |
| Spagna        | Estrella Cabeza Candela | 102      | 1              |
| Liechtenstein | Stephanie Vogt          | 145      | 2              |
| Francia       | Claire Feuerstein       | 147      | 3              |
| Austria       | Melanie Klaffner        | 179      | 4              |
| Italia        | Maria Elena Camerin     | 198      | 5              |
| Germania      | Anne Schäfer            | 200      | 6              |
| Spagna        | Arantxa Parra Santonja  | 202      | 7              |
| Romania       | Cristina Dinu           | 207      | 8              |

- Ranking al 26 agosto 2013.

### Altre partecipanti
Giocatrici che hanno ricevuto una wild card:
- Martina Caregaro
- Deborah Chiesa
- Yuliana Lizarazo
- Anna Remondina

Giocatrici che sono passate dalle qualificazioni:
- Ágnes Bukta
- Nastja Kolar
- Zuzana Luknárová
- Despina Papamichail

## Vincitrici

### Singolare
Claire Feuerstein ha battuto in finale  Nastja Kolar 6–1, 7–6(2)

### Doppio
Laura Thorpe /  Stephanie Vogt hanno battuto in finale  Petra Krejsová /  Tereza Smitková con il punteggio di 7–6(5), 7–5